# モーリス・オアナ
モーリス・オアナ（Maurice Ohana、1913年6月12日 - 1992年11月13日）は、ユダヤ系フランス人の作曲家。セファルディに属する。モロッコ・カサブランカで生まれる。父親がジブラルタル出身だったために、1976年までイギリス国籍であった。

## 経歴
もともとは建築学を学んでいたが、音楽の道を選んでその分野は放棄した。ローマでアルフレード・カゼッラに師事し、1946年にフランスに戻る。この頃に "Groupe Zodiaque" を結成し、当時の楽壇の主流派の教条主義と対抗しようとした。
成熟期の作風は、地中海の民族音楽、とりわけアンダルシアのカンテ・ホンドに影響されている。オアナの作品は、合唱曲や3つの弦楽四重奏曲（1963年、1980年、1989年）、十弦ギターのための2つの組曲（《日が昇れば Si le jour paraît... 》、《月時計 Cadran lunaire 》）、六弦ギターのための《ティエント Tiento 》（1957年）などがある。